# نيد سكوت
نيد سكوت (بالإنجليزية: Ned Scott)‏ هو مصور أمريكي، ولد في 16 أبريل 1907، وتوفي في 24 نوفمبر 1964.

## وصلات خارجية
- نيد سكوت على موقع IMDb (الإنجليزية)
- نيد سكوت على موقع قاعدة بيانات الفيلم (الإنجليزية)